# Marketing RH
Le marketing RH est une démarche de marketing appliquée aux ressources humaines qui a été développée depuis les années 1980 afin de faciliter la gestion des talents.
Comme ensemble des méthodes et des moyens dont dispose une organisation pour promouvoir, dans les publics auxquels elle s’intéresse, des comportements favorables à la réalisation de ses propres objectifs, le marketing peut s'appliquer aux ressources humaines.
En appliquant cette définition aux ressources humaines, il est possible d'établir un parallèle pour définir le marketing RH :
- « l’organisation » représentant l’entreprise, l'administration, l'association...,
- « les publics auxquels elle s’intéresse » représentant les salariés, les candidats potentiels, les prescripteurs...,
- « des comportements favorables à la réalisation de ses propres objectifs » représentant la motivation, l'adhésion à la stratégie de l'entreprise, l'acte de candidature...

## Enjeux du marketing RH
Le marketing RH permet à l'entreprise de mieux connaître :
- son marché : marché de l'emploi, marché de la formation...
- son environnement : les lois, les règlements, l'évolution de la société...
- ses concurrents directs (même secteur d'activité) ou indirects (même profil recherché),
- ses publics, leurs besoins et leurs attentes.

Grâce au marketing, et à partir de l'analyse de ces différentes données, il est ensuite possible de proposer un positionnement de l'offre RH et d'en proposer un marketing-mix composé de 4 éléments fondateurs (les 4P) :
- le Produit : les prestations RH (programme de formation, dispositif d'intégration...),
- le Prix : généralement équivalent au coût de la prestation,
- la Politique de distribution : distribution directe (les services RH) ou indirecte (le management, les pairs...),
- la Publicité : i.e. la communication RH (recrutement, institutionnelle, politique RH...)

## Démarche du marketing RH
Confrontées à une problématique de raréfaction des talents sur certaines fonctions, à l'évolution de la relation au travail mais aussi à l'« économie de l'infidélité » faisant naître des comportements de zapping, les ressources humaines recherchent de nouveaux leviers de performance. Elles s'intéressent alors au marketing qui permet de répondre à nombre de problématiques comportementales auxquelles elles doivent faire face notamment en ce qui concerne l'attractivité de l'entreprise, la séduction des candidats potentiels, la motivation et la fidélisation des collaborateurs. Ainsi émerge la notion de marketing RH. D'abord considéré comme un phénomène de mode, ce dernier séduit progressivement les professionnels de la communication puis des ressources humaines car il permet d’envisager de nouvelles perspectives pour améliorer l’efficacité des ressources humaines en général et de la communication ressources humaines en particulier.